# Сиенская республика
Сиенская республика (итал. Repubblica di Siena) — город-государство в Италии, существовавшее в 1147—1555 годах. Республика занимала южную часть Тосканы с центром в городе Сиена и на протяжении нескольких веков выступала основным конкурентом и противником Флоренции в Средней Италии. Экономический расцвет Сиены пришёлся на XII—XIII века, когда республика стала одним из крупнейших финансовых и торговых центров Италии и Европы, а также культурным центром итальянского Проторенессанса. Начиная с XIV века Сиенская республика оказалась расколота на несколько враждующих партий, борьба которых за власть значительно ослабила государство и не позволила создать эффективную демократическую политическую систему. Тем не менее республиканские традиции Сиены воспрепятствовали установлению монархического правления: синьория Петруччи на рубеже XV—XVI веков просуществовала чуть более тридцати лет. В период Итальянских войн Сиена оказалась под протекторатом Испании, а попытка восстановления республиканского правления в 1552—1555 годах провалилась. После битвы при Марчиано территория Сиены была присоединена к Флорентийскому герцогству.

## Ранняя коммуна в Сиене (конец XI — первая половина XIII веков)

### Формирование коммуны

Маркграфство Тоскана в конце XI века

Возрождение Сиены после нескольких столетий войн и опустошений, сопровождавших Великое переселение народов, началось в середине VII века, когда было восстановлено Сиенское епископство. Светское управление в городе осуществлялось назначаемыми должностными лицами Лангобардского королевства, а после завоеваний Пипина Короткого и Карла Великого — франкскими графами. В начале IX века образовалось небольшое Сиенское графство (контадо, от итал. conte — граф), подчинённое маркграфам Тосканы. В его состав вошла территория между долиной Эльзы, холмами Кьянти и болотами Мареммы. Отсутствие сильной власти в Тоскане вообще, а в Сиене в частности, способствовало росту влияния сиенского епископа, который хартией императора Генриха III 1035 года был наделён правом управления городом и окружающей областью. Графам Сиены не удалось установить контроль над сиенским контадо, распавшимся на множество земельных владений отдельных феодальных родов.
С развитием торговли и укреплением городской экономики в конце XI века в Сиене возникла коммуна, представлявшая интересы горожан во взаимоотношениях с епископом и графами. Смерть маркграфини Матильды Тосканской в 1115 году, которая привела к образованию вакуума власти в Тоскане, ускорила развитие городского самоуправления.
Под 1125 годом впервые упоминается коллегия консулов в Сиене, ставшая фактически правительством города. Консулы избирались на всеобщем собрании горожан на годичный срок и обладали высшей судебной и исполнительной властью в рамках коммуны, постепенно вытесняя из управления епископов. Хотя обычно переход власти в Сиене к коммуне датируется 1147 годом, этот процесс растянулся на несколько десятилетий.
В борьбе за инвеституру горожане Сиены выступили на стороне императора и гибеллинов, а епископ поддержал гвельфов. В 1170 году восставшие сиенцы изгнали своего епископа. После его возвращения он был лишён контроля над городским управлением и подчинён коммуне. В результате к концу XII века вся власть в Сиене перешла в руки коммуны. Это было официально зафиксировано императором Генрихом VI в хартии 1186 года, в соответствии с которой Сиенская городская республика была признана суверенным государственным образованием, управляемым коллегией консулов и обладающем властью над городом, контадо и территорией епископства Сиены. Юридически республика подчинялась императору Священной Римской империи, однако фактически этот сюзеренитет был чисто номинальным.

### Экономическое развитие Сиены в XII—XIII веках

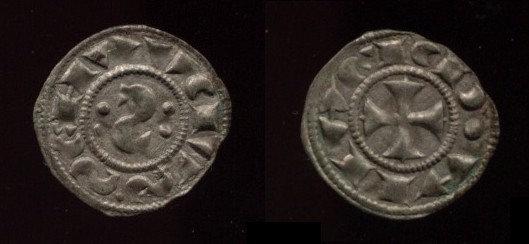
Сиенский динарий XII века

XII век ознаменовался бурным развитием экономики Сиены, что позволило республике занять одно из центральных мест в политической системе Средней Италии. Особенно быстрыми темпами развивалось банковское дело. Банкирские дома Салимбени и Толомеи распространили свои операции по всей территории Западной Европы, ссужая деньгами папскую курию, императоров Священной Римской империи и королей Франции. До середины XIII века именно Сиена являлась важнейшим финансовым центром всей Италии, пока не была вытеснена усилившимися банковскими домами Флоренции. Сиенский серебряный динарий (итал. denaro), чеканка которого началась в середине XII века, являлся одной из основных европейских валют до появления золотого флорина.

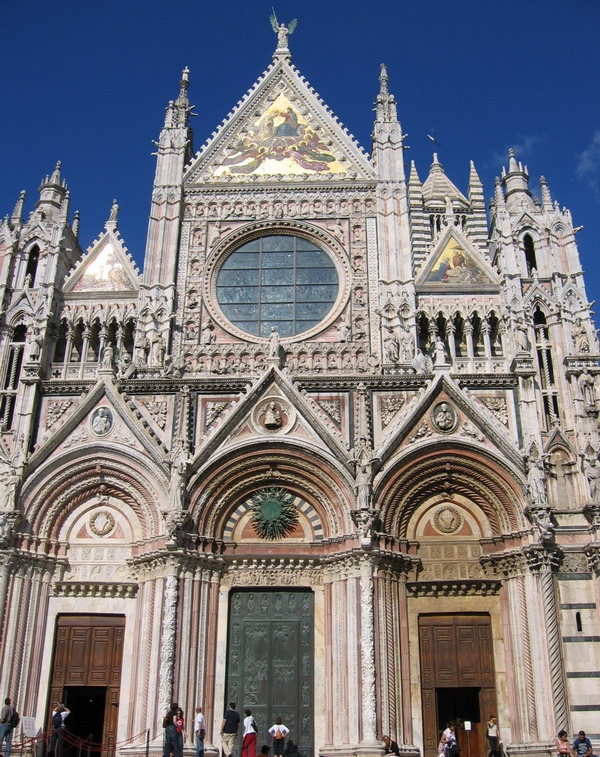
Кафедральный собор Сиены

Второй ведущей отраслью хозяйства ранней Сиенской республики являлась торговля. Сиена находилась на важном торговом пути из Рима во Францию (итал. via Francigena - дорога франков, которая называлась дорогой римлян, когда по ней шли на юг)), что благоприятствовало складыванию в городе крупного европейского торгового центра. Наиболее влиятельный купеческий род Сиены — Буонсиньори — стал одним из основных поставщиков товаров (предметы роскоши, ткани и одежда, продовольствие) для дворов папы, императора и других правителей Италии и Западной Европы. Однако торговая деятельность республики носила по преимуществу посреднический характер: собственная промышленность в Сиене была относительно слабо развитой и не получила такого развития, как, например, в соседней Флоренции. Определённое значение имела лишь переработка шерсти и текстильное производство. Вследствие слабости ремесленного производства цехи в Сиене так и не приобрели того влияния, как в более развитых в промышленном отношении городах Средней и Северной Италии, и не стали ядром государственной системы республики. Значительную силу имели лишь торговые корпорации и именно они внесли основной вклад в экономический подъём Сиены.

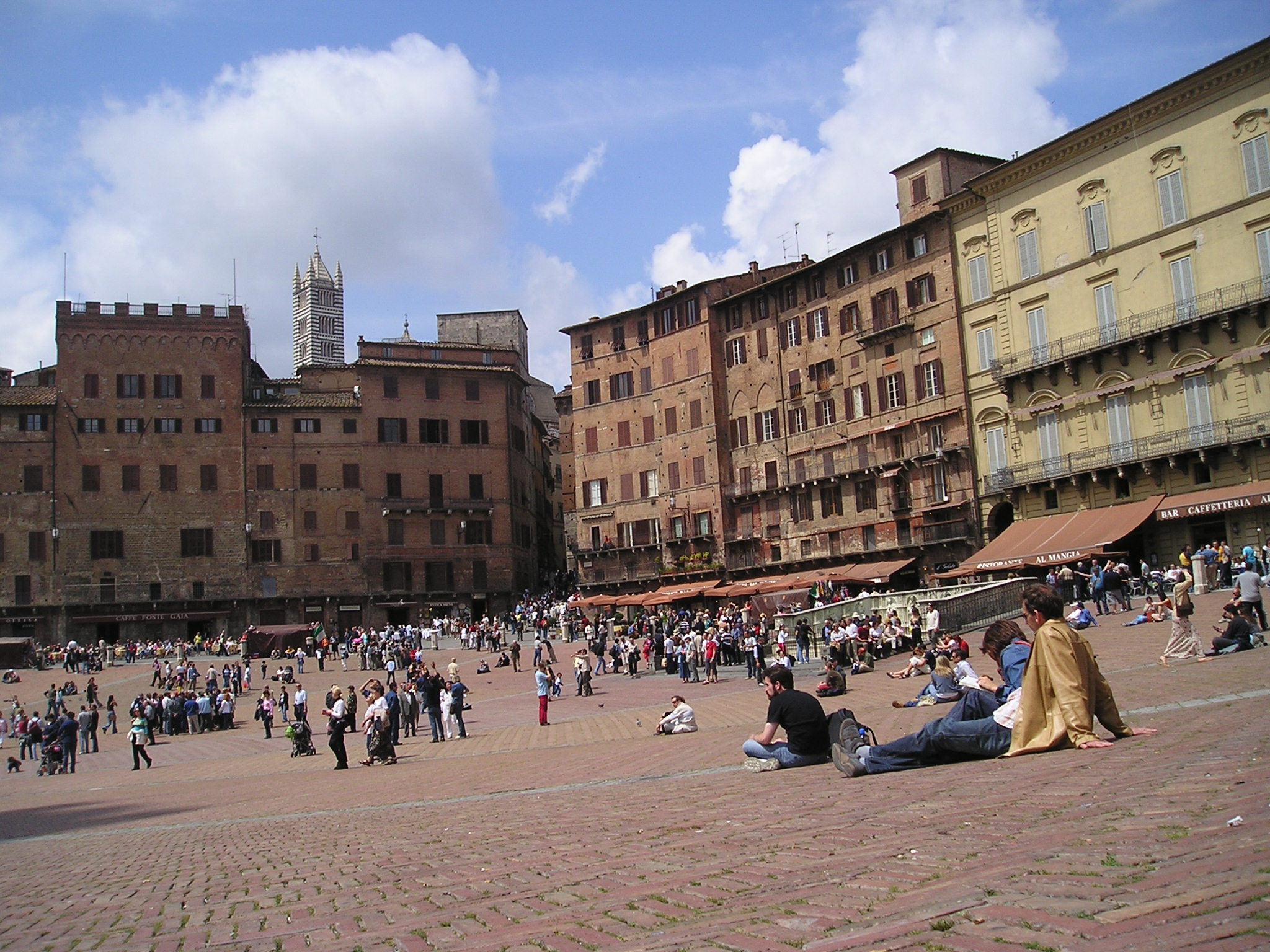
Пьяцца-дель-Кампо в Сиене

Расцвет торговли и банковского дела в Сиене в XII веке способствовал интенсивному градостроительству. Это время считается периодом наивысшего подъёма сиенской архитектуры романского стиля, воплотившегося в строительстве таких шедевров итальянской архитектуры, как кафедральный собор Сиены и Пьяцца-дель-Кампо. Их возведение началось в XII веке, однако продолжалось достаточно долго, чтобы впитать в себя готические элементы. Пьяцца-дель-Кампо с возведённым на ней в XIV веке Общественным дворцом (итал. Palazzo Pubblico) в настоящее время считается одной из красивейших площадей Европы.

### Завоеваниеконтадои борьба с Флоренцией
Вскоре после своего образования городская коммуна Сиены повела борьбу за контроль над сиенским контадо. В серии нескольких военных кампаний городское ополчение подчинило близлежащие населённые пункты и разрушило основные замки феодалов региона. В 1168 году был захвачен город Ашано, а к концу XII века республика добилась контроля над всей территорией контадо. Дворяне были переселены из своих замков в город и превратились в граждан Сиенской республики.
Хотя суверенная власть над землями округи перешла в руки коммуны, местные дворянские роды, оказавшись включёнными в социальную систему города, приобрели значительное влияние в Сиене и органах управления республики. Завоевание Сиеной контадо было признано императором Генрихом VI в 1186 году, который даровал республике инвеституру на бывшее сиенское графство.
Главным политическим противником и основным торгово-финансовым конкурентом Сиены стала Флорентийская республика, также боровшаяся за гегемонию в Тоскане. Общая граница между этими двумя коммунами обостряла ситуацию и вела к практически постоянным военным конфликтам. В этом противостоянии каждая из сторон поддерживала оппозиционные группировки в коммуне противника (прежде всего, нобилитет). Так, Сиена постоянно блокировалась с аристократическим домом Гвиди, боровшимся против власти коммуны во Флоренции. Сиено-флорентийский антагонизм наложился на общеитальянскую борьбу гвельфов и гибеллинов: Флоренция стала одним из главных союзников папы, тогда как Сиена поддержала императора. Однако перевес в конфликте двух республик практически всегда находился на стороне Флоренции. Лишь в середине XII века Сиене удалось установить контроль над Поджибонси, важной крепости в долине Эльзы, однако борьба за Кьянтийские холмы завершилась неудачно: бо́льшая часть этой области по третейскому суду 1203 года отошла Флоренции. В 1197 году на общем конгрессе коммун Тосканы в Сан-Дженезио было принято решение о разделе сфер влияния, что позволило Сиене к 1202 году захватить Монтепульчано и Монтальчино, однако результатом новой сиено-флорентийской войны 1207—1208 годов стал отказ Сиены и от Поджибонзи, и от Монтепульчано.
Более успешным было южное направление территориальной экспансии Сиенской республики: в 1224 году было присоединено Гроссето, город, доминирующий над самой южной частью Тосканы и частью побережья.
С вхождением Гроссето в состав республики осложнилась внутренняя обстановка в Сиене: в южной Тоскане огромное влияние имел мареммский аристократический род Альдобрандески, выдвинувший претензии на свою долю власти в Сиене. С другой стороны, военные отряды Альдобрандески позволили значительно укрепить сиенскую армию и возобновить борьбу с Флоренцией. В 1229 году сиенцы осадили Монтепульчано, что вызвало затяжную войну против Флорентийской республики. Хотя в 1232 году Монтепульчано было захвачено, а две попытки флорентийцев осадить Сиену были отбиты, более сильная в экономическом и военном отношении Флоренция в итоге вновь одержала верх: по миру 1235 года Сиена отказалась от претензий на Монтепульчано.

### Система управления ранней коммуны в Сиене
В XII веке высшим органом власти Сиенской республики являлось всеобщее собрание горожан (итал. parlamento), на котором ежегодно избиралась коллегия консулов — главный исполнительный и судебный орган коммуны. При консулах действовал Совет колокола, в состав которого входили аристократы и верхушка финансово-торгового патрициата. Совет колокола концентрировал в своих руках руководство внутренней и внешней политикой республики и контролировал работу консулов. Существовали также временные комиссии (бальи; итал. balia), формируемые для определённой цели (руководство военными действиями, судебные процессы). Эта система органов управления коммуной была зафиксирована в конституции 1179 года, одной из первых писанных конституций итальянских государств.
Развитие экономики и укрепление недворянской торгово-финансовой верхушки населения, а также необходимость вести борьбу за подчинение контадо и соседних коммун к концу XII века обострили внутриполитическую ситуацию в Сиене. Выступления пополанов против нобилей, полностью контролировавших органы управления республикой, грозили перерасти в гражданскую войну. Лишь вмешательство Франциска Ассизского смогло остановить разрастание конфликта и достичь компромисса между враждующими сторонами. Система власти в республике была перестроена.
В 1199 году (окончательно в 1212 году) на смену коллегии консулов пришёл институт подеста́ — наёмного градоначальника, избираемого, обычно, из иностранцев, для руководства военными силами коммуны. В Совет колокола, фактическое правительство республики, вошли как представители нобилей (100 человек), так и верхушка пополанов (50 человек). Новая система являлась выражением паритета в силах между аристократической и торгово-ремесленной прослойками общества, однако достигнутое равновесие было непрочным. Уже в начале XIII века пополанская часть населения организовала собственную «малую коммуну» для отстаивания своих интересов.
В 1236 году произошёл государственный переворот: власть подеста была свергнута, а новым верховным органом управления стал Совет Двадцати четырёх (итал. Ventiquattro), половина членов которого избиралась от нобилей, а другая половина — от пополанов. Совет Двадцати четырёх сконцентрировал в своих руках всю внутреннюю и внешнюю политику республики, руководство административной системой и получил право разработки законопроектов, превратившись в правительство Сиены. Новая форма компромисса оказалось более прочной и просуществовала до 1270 года. Общегородское собрание было полностью вытеснено из структуры управления. Вместо него источником власти стал Совет колокола, в который входили около трёхсот депутатов, избранных в равных долях от трёх городских округов Сиены. Совет колокола обладал высшей законодательной властью в республике, решал вопросы войны и мира, выбирал высших должностных лиц государства. Из своего состава Совет выделял специальные комиссии, ответственные за наиболее важные аспекты политической жизни страны. Особое место занимали комиссия Тринадцати стражей, являющаяся гарантом сохранения конституционного устройства республики и обладающая правом законодательной инициативы, а также комиссия Четырнадцати провведитори, руководившая финансово-торговой политикой республики и осуществлявшая функции казначейства. Формальным главой государства оставался подеста, избираемый Советом колокола и председательствующий на его заседаниях. Подеста также возглавлял вооружённые силы республики и направлял работу правительства. Постепенно, однако, исполнительные полномочия подесты были сильно сокращены, а он превратился в верховного судью Сиены. Помимо армии республики существовало также ополчение пополанов, которое возглавлял капитан народа — лидер «малой коммуны» и главный представитель интересов пополанов в органах власти Сиены. В 1262 году был принят закон, согласно которому не менее половины должностных лиц республики должны были избираться из пополанов. Однако в Сиене пополаны не добились абсолютного доминирования в системе власти, как это произошло во Флоренции.

## Падение гибеллинов и тирания Девяти

### Торжество и падение гибеллинов

Экспансия Сиенской республики в XII—XV веках

К середине XIII века Сиена стала главной опорой гибеллинов в Тоскане и одним из важнейших союзников императора в Италии. В результате сиено-флорентийское противостояние приобрело общеитальянский масштаб. В 1251 году из Флоренции были изгнаны гибеллины, которые нашли убежище в Сиене. Это вызвало новую войну, окончившуюся поражением Сиенской республики. Положение осложнил уход имперской армии из Италии. По «Вечному миру» 1255 года Сиена обязалась не предоставлять убежище флорентийским гибеллинам, оказывать помощь в случае нападения на Флоренцию и не претендовать на Монтепульчано и Монтальчино. Однако, когда в 1258 году из Флоренции была изгнана семья Уберти, они вновь нашли приют в Сиене.
Война возобновилась. На этот раз Сиена заручилась поддержкой Манфреда, короля Сицилии, лидера гибеллинской партии в Италии. В 1259 году Манфред взял республику под своё покровительство и прислал для её защиты крупный отряд Джордано, графа Сан-Северино. С его помощью было подавлено восстание в Гроссето, инспирированное флорентийцами, но Сиену атаковала крупная армия Флоренции, усиленная воинскими соединениями других гвельфийских коммун Средней Италии. В республике была объявлена мобилизация. Во главе армии встал Провенцано Сальвани. 4 сентября 1260 года в битве при Монтаперти сиенцы наголову разгромили своего противника. Это сражение стало кульминацией военной мощи Сиенской республики и предметом особой гордости жителей Сиены до настоящего времени.
Битва при Монтаперти привела к победе гибеллинов в Тоскане. Флоренция была занята войсками графа Джордано и уступила Сиене Монтепульчано, Монтальчино, Поджибонзи и спорные территории в Кьянтийских холмах. Последний центр сопротивления гвельфов в Лукке был подавлен в 1264 году Однако гегемония Сиенской республики продолжалась недолго: в 1266 году король Манфред был разбит и убит в сражении при Беневенто, а в следующем году в Тоскану вступила армия Карла Анжуйского, которому папа римский передал корону Сицилии.
Продвижение анжуйцев вызвало волну гвельфских переворотов в городах Средней Италии. Лишь Сиена и Пиза сохранили верность императору. Однако последняя имперская армия, вторгшаяся в Италию в 1268 году, потерпела поражение. Сиенцы во главе с Провенцано Сальвани также в 1269 году были разбиты при попытке захвата крепости Коле в Центральной Тоскане. Это означало крах гибеллинской партии. В 1270 году к Сиене подошла крупная флорентийская армия. Под угрозой взятия города сиенцы согласились на возвращение гвельфов и роспуск Совета Двадцати четырёх.
В 1270 году в Сиену вернулись гвельфы, выдвинувшие претензии на власть в республике. Однако длительный период господства гибеллинов в Сиене привёл к тому, что процесс трансформации системы управления в интересах гвельфов затянулся на несколько десятилетий. Конец XIII века прошёл в постоянной борьбе между двумя политическими группировками, сильно ослабившей республику и приведшей к дезорганизации государства. Быстрее всех к новым условиям адаптировались торговцы, поскольку в условиях полного торжества гвельфской идеологии в Италии для ведения коммерции сиенским купцам пришлось стать гвельфами. В 1277 году торговые корпорации Сиены свергли правление нобилей и захватили власть в свои руки. Представителям нобильских семей было запрещено участвовать в выборах и замещать высшие государственные должности. Численный состав правительства был ограничен в 1280 году до пятнадцати человек. Переход власти в руки торговых кругов завершился в 1292 году созданием Совета Девяти, возглавившим систему управления Сиенской республики.

### Система государственного управления в конце XIII — первой половине XIV веков

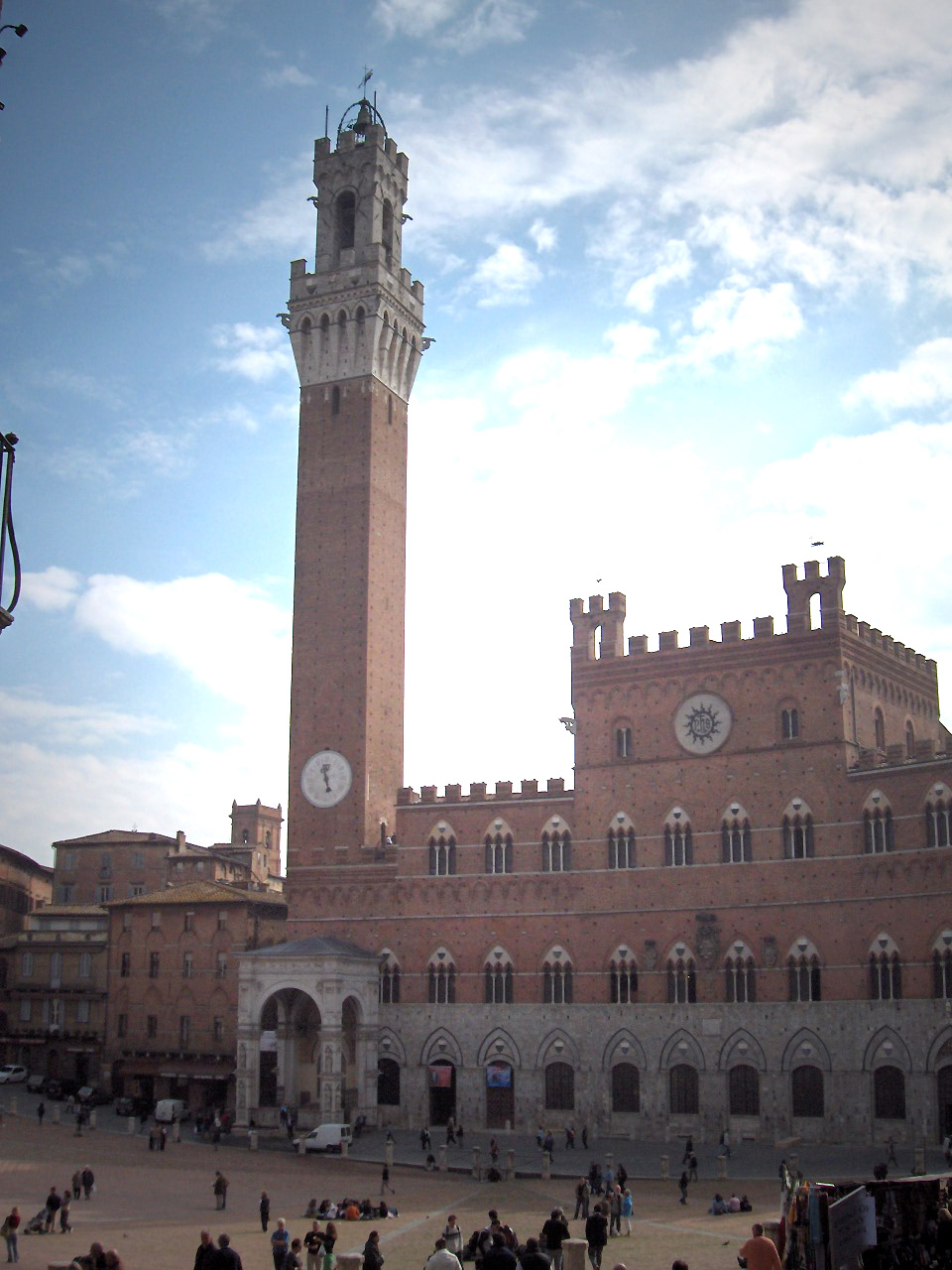
Общественный дворец (Палаццо Публико) — резиденция Совета Девяти

Система управления, сложившаяся к 1298 году, просуществовала семь десятилетий и получила наименование тирания Девяти. В социальном плане эта система представляла собой всевластие узкой верхушки торгово-финансовых кругов Сиены, противостоящей, с одной стороны, нобилям, а с другой стороны, — ремесленникам, мелким торговцам и нецеховому населению города. Правящий слой, таким образом, представлял в определённом отношении средний класс сиенского общества (итал. mezza gente). Доступ к управлению получили только крупнейшие торговые корпорации и тесно связанный с ними цех сукнодельцев, то есть именно те группы, которые обеспечивали экономический подъём Сиены. Фактически в этот период Сиенское государство являлось олигархической республикой.
Верховная власть в период тирании Девяти была передана из Совета колокола, представлявшего интересы всей коммуны, в узкий Совет Девяти. Срок полномочий членов Совета Девяти составлял всего два месяца, однако они имели право назначать своих преемников, что обеспечивало сохранение власти внутри небольшой группы торгово-финансовой олигархии. Совет также назначал всех высших должностных лиц республики, офицеров её армии и контролировал деятельность подесты и капитана народа. Постановления Совета Девяти имели силу закона и не требовали дополнительного одобрения представителями народа. Даже члены Общего совета, формально являвшегося выразителем интересов коммуны в целом, назначались Советом Девяти. Государственные должности и коллегии, существовавшие в период ранней коммуны, были сохранены, но полностью утратили влияние на политику республики. Власть Совета Девяти была практически абсолютной.

### Экономика и культура Сиены в период тирании Девяти

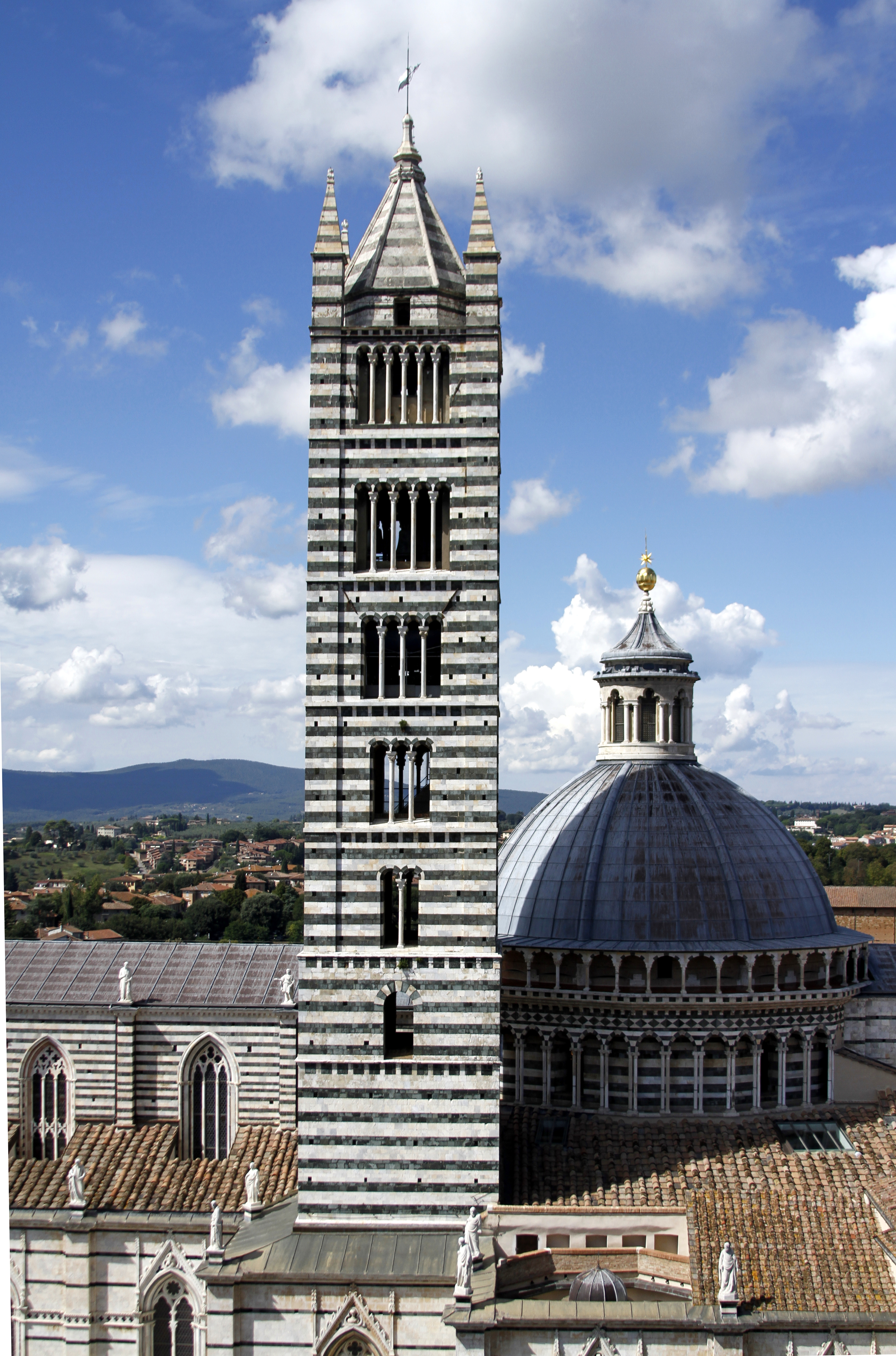
Колокольня Сиенского кафедрального собора

Установление олигархического правления торгово-финансовых кругов и прекращение конфликтов с Флорентийской республики благоприятно сказались на развитии экономики Сиены. Хотя в банковском деле сиенцы потеряли свои позиции на европейских финансовых рынках, уступив место флорентийским банкирам, торговля продолжала развиваться и обеспечивать процветание республики. Освобождение крестьян в начале XIV века дало толчок к росту городского населения Сиены и ускорению развития ремесленного хозяйства. На первый план выдвинулись сукнодельческие мастерские, продукция которых получила выход на рынки Франции, Германии и других стран Западной Европы. К середине XIV века разделение труда на сукнодельческих и шерстоткацких предприятиях привело к появлению слоя наёмных рабочих и зарождению капиталистических отношений. Торговля Сиены также утратила первоначальный чисто посреднический характер и сконцентрировалась на экспорте тканей, одежды и другой продукции собственного производства.
Процветание Сиены, достигнутое благодаря развитию её экономики, способствовало подъёму культуры республики. В стране сложился средний торгово-ремесленный класс, который был достаточно состоятельным, хорошо образованным и знакомым с античным искусством. Это благоприятствовало проникновению новых идей гуманизма и возникновению интереса к общественно-политическим наукам. В 1240 году в Сиене был основан университет, финансируемый государством. В 1321 году в Сиенский университет перешли на работу ведущие профессора университета Болоньи, в результате чего это высшее учебное заведение стало одним из главных образовательных центров Италии. В 1350-х годах университет получил от императора хартию, гарантирующую его самоуправление и предоставлявшую широкие привилегии студентам и профессорам.

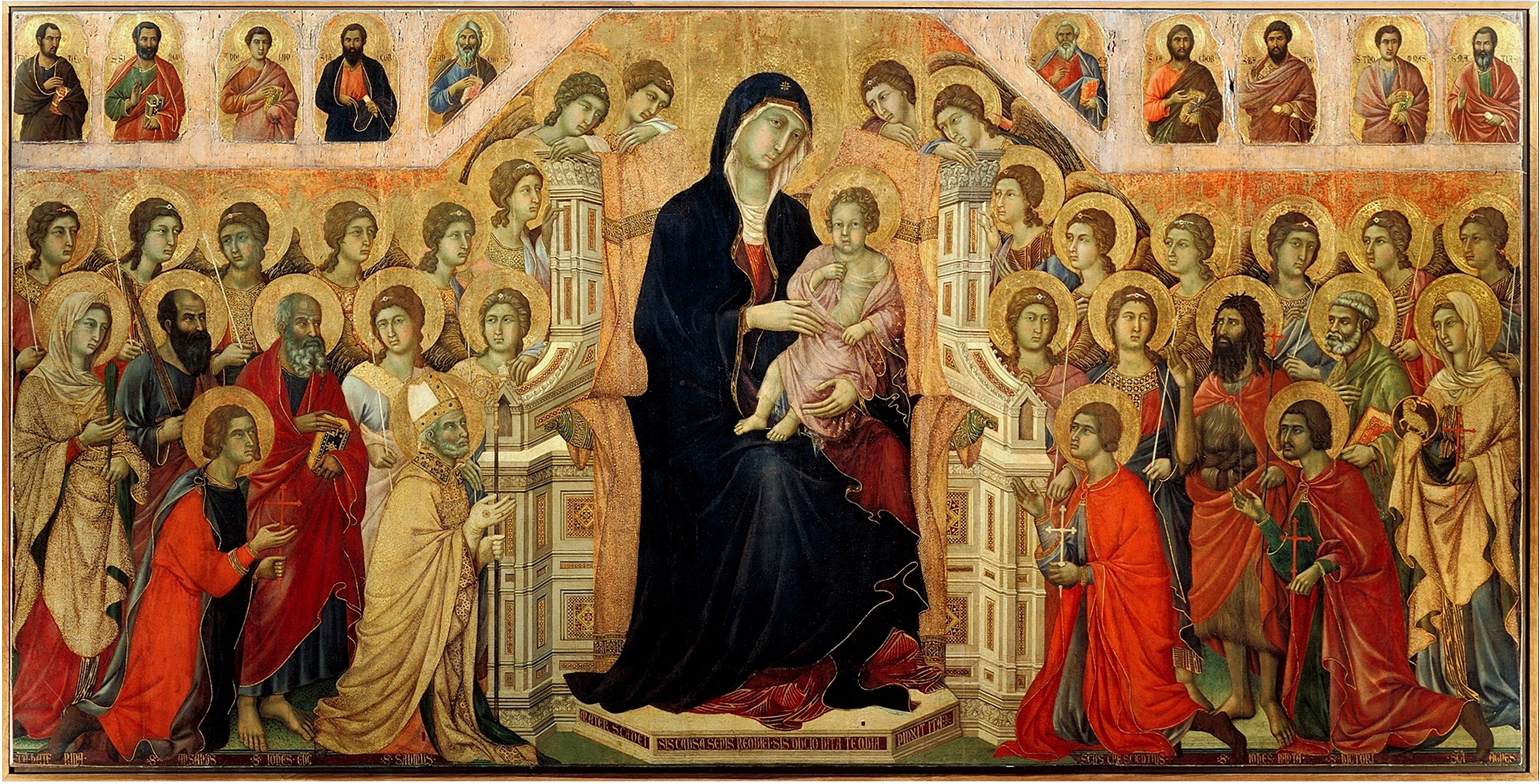
Мадонна Маэста. Работа Дуччо ди Буонинсенья (1308—1311)

Параллельно с развитием образования и науки в Сиене начался подъём архитектуры и художественного искусства. В этот период, когда поздняя готика начала вытесняться искусством Проторенессанса, было завершено строительство главных сооружений Сиены, определивших её современный облик. Джованни Пизано на рубеже XIII—XIV веков создал неповторимый фасад и интерьер кафедрального собора Сиены, а чуть позднее был возведён Общественный дворец (итал. Palazzo Pubblico), ставший резиденцией Совета Девяти и подеста Сиены. В то же время началось строительство кафедрального собора Гроссето под руководством архитектора Соццо Рустикини. В Сиене сложилась целая художественная школа, соперничающая по своему влиянию на итальянское искусство с флорентийской и отличающаяся бо́льшим интересом к мистике и вольным обращением с реалистическим пропорциям. К её наиболее крупным представителям конца XIII —— первой половины XIV веков относятся Гвидо Сиенский, Дуччо ди Буонинсенья, Амброджио и Пьетро Лоренцетти, Симоне Мартини, заложившие основу искусства Раннего Возрождения в Италии.

### Внешняя политика и внутренние конфликты в период тирании Девяти

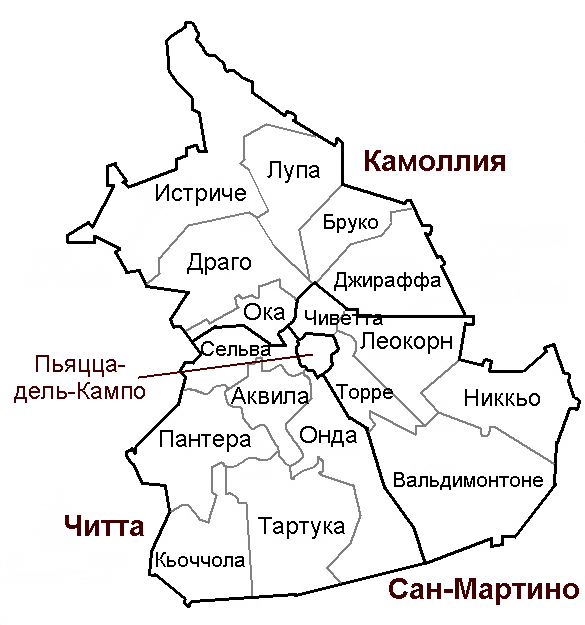
Терции и контрады средневековой Сиены

Приход к власти в 1277 году в Сиене гвельфов ликвидировал внешнюю угрозу для республики и завершил вековой конфликт с Флоренцией. Сиена вошла в состав лиги гвельфских коммун Тосканы, а во внешней политике стала ориентироваться на Флоренцию и опираться на её силы. Во время похода императора Генриха VII в Италию (1310—1312 годы) сиенцы отказались присоединиться к имперской армии, оказали помощь Флоренции и не допустили Генриха VII на свою территорию. В дальнейшем Сиена участвовала в качестве союзника Флорентийской республики в её войнах с Пизой и луккским тираном Каструччо Кастракани.
В то же время помощь Флоренции обеспечила Сиене укрепление контроля над подвластной ей территорией: в серии военных кампаний республика подавила волнения в Гроссето и установила свою власть над синьорией Альдобрандески в Южной Тоскане. В 1303 году к Сиене было присоединёно Таламоне, небольшой порт на побережье, из которого республика попыталась сделать свою первую морскую базу. Однако труднодоступность Таламоне, окружённого болотами Мареммы, не позволила реализовать этот план.
Однако концентрация власти в республике в руках узкой олигархии не способствовала установлению внутреннего спокойствия. На протяжении первой половины XIV века в Сиене постоянно возникали заговоры и вспыхивали восстания против тирании Девяти, самыми крупными из которых были мятеж нобилей и ремесленных кругов во главе с банкирской семьёй Толомеи в 1318 году, восстания 1324 и 1326 годов, заговор 1346 года, во время которого были убиты несколько членов Совета Девяти. Выступления решительно и жестоко подавлялись, причём помощь в борьбе с оппозицией часто оказывали соседние гвельфские коммуны Тосканы. Правительство опиралось на военные формирования городских округов Сиены.
В это время сложилась система сиенских контрад (итал. contrade) — территориальных организаций жителей городских кварталов с собственной милицией, судебной коллегией и своими традициями, просуществовавших несколько веков. Первоначально в Сиене было 59 контрад, объединённых в три терции. Позднее их количество сократилось до 17. Именно в междоусобной борьбе сиенских контрад находились истоки знаменитого сиенского палио — крупнейших в Италии конных бегов по улицам города, традиция которых сохранилась до настоящего времени.

## Сиена в период борьбы партий (вторая половина XIV — середина XV веков)

### Свержение олигархии и складывание политических партий
В марте 1355 года под влиянием визита в Сиену императора Карла IV сложился новый заговор против олигархии. Мятежники штурмом захватили Общественный дворец. Император объявил о ликвидации режима Девяти и необходимости принятия новой конституции. Олигархи были изгнаны, их имущество — конфисковано. Хотя в восстании активное участие принимали сиенские аристократы, власть захватили пополаны. В мае Карл IV утвердил новую конституцию республики. Высшим органом власти стал Совет Двенадцати, избираемый каждые два месяца и осуществляющий фактическое управление страной. Право доступа в Совет получили лишь пополаны: торговая элита была лишена избирательных прав, а нобилям разрешили занимать только административные должности. Новый режим имел достаточно широкую социальную опору — цеховых ремесленников и мелких торговцев, причём каждый гражданин республики имел право вступить в цех и, таким образом, приобрести возможность участвовать в системе управления. Однако несмотря на внешний демократизм, члены Совета Двенадцати постоянно избирались из достаточно ограниченного круга пополанских семей.
Приход к власти в Сиенской республике пополанов ускорил складывание политических партий (монте; итал. monte), объединяющих граждан по признаку социального статуса. Сиенские партии вскоре стали главным элементом политической системы республики. Первоначально оформились три партии: джентилуомини (итал. gentiluomini; нобили), новески (итал. noveschi; торговая элита) и додичини (итал. dodicini; верхушка пополанов, «старшие» цехи). Позднее к ним добавились риформатори (итал. riformatori), представляющие интересы «тощих пополанов», членов «младших» цехов, а также пополари (итал. popolari), объединяющие неквалифицированных ремесленников и наёмных рабочих, не входивших в цехи. Хотя в основе политической организации Сиены лежала социальная стратификация общества, значительное влияние имели также семейно-родственные, клиентские и территориальные связи, благодаря чему партии нобилей и торговцев зачастую поддерживались рядом пополанских семей. Межпартийная борьба продолжалась на протяжении более столетия и привела к нестабильности государственной власти и существенному ослаблению Сиенской республики.
Положение осложнялось внешними проблемами республики. Свержение олигархии в 1355 году вызвало массовые волнения в контадо: независимость провозгласили Гроссето, Монтальчино и Монтепульчано. Последний город объявил о своём присоединении к Перудже, что вызвало войну Сиены с Перуджей в 1357—1358 годах. Необходимость вести военные действия против восставших коммун и постоянная угроза правлению пополанов со стороны нобилей и торговцев привели к ужесточению режима и возникновению элементов тирании.

### Революции 1368—1369 годов и правление риформатори
Новый поход Карла IV в Италию в 1368 году вызвал серию революций в Сиене. 2 сентября 1368 года в городе началось восстание нобилей, которым удалось свергнуть правление Двенадцати и захватить власть в республике. Но уже 23 сентября против нобилей выступили пополаны, поддержанные феодальным родом Салимбени и императором. В результате кровавых столкновений в Сиене нобили были изгнаны, а Совет Двенадцати восстановлен. В правительство вошли представители трёх партий: додичини получили четыре места в Совете, новески — три, а риформатори — пять. Салимбени получили огромную денежную компенсацию и шесть замков в сиенском контадо.
Однако все три партии были неудовлетворены разделом власти. 11 декабря произошла новая революция: риформатори разбили своих противников и захватили всю полноту власти, создав Совет Пятнадцати. Но давление со стороны других группировок заставило риформатори 16 декабря открыть доступ в правительство партиям новески, которые получили три места в Совете Пятнадцати, и додичини, получившим четыре места. В конце декабря 1368 года в Сиену прибыл император Карл IV, который попытался в начале 1369 года организовать переворот в пользу додичини. Однако отряды имперских рыцарей были разбиты горожанами, а император признал правление риформатори. 31 января 1369 года в Сиенском соборе состоялась «месса мира», на которой враждующие группировки поклялись соблюдать мир и сотрудничать на благо республики.
Несмотря на демократический фасад режима Пятнадцати и предоставление избирательных прав широким слоям населения, в том числе нобилям, в органах государственной власти доминировали риформатори. Для обеспечения безопасности режима была сформирована особая военизированная городска милиция пополанов (итал. casata grande), призванная защищать демократию от посягательств аристократов. Однако правительству не удалось восстановить полный контроль над контадо, в котором продолжались беспорядки, разбой отрядов кондотьеров и волнения в коммунах. В контадо резко усилилась власть землевладельческой аристократии. Это усугублялось началом финансового кризиса, ростом государственного долга и нехваткой продовольствия. В 1371 году в Сиене вспыхнуло восстание неквалифицированных рабочих шерстоткацких мастерских, завершившееся кровавой резнёй мятежников отрядами новески и додичини. В результате лидеры додичини были изгнаны правительством из Сиены, однако спустя некоторое время получили прощение. Внутренние конфликты сопровождались неудачами во внешней политике: в 1384 году город Ареццо, о покупке которого сиенцы вели переговоры с анжуйцами, был продан Флорентийской республике, главному коммерческому и политическому конкуренту Сиены.
Недовольство правительством риформатори вылилось в 1385 году в массовое восстание в Сиене и свержению режима Пятнадцати. К власти пришла коалиция новески, додичини и пополари. Риформатори были изгнаны из республики, что привело к существенному падению промышленного производства в Сиене, контролируемого этой партией. Переворот 1385 года не привёл к стабильности. Межпартийная борьба продолжилась. Ни одна из политических группировок не имела сил, достаточных для установления единовластного правления. В результате в Сиенской республике так и не удалось создать эффективное демократическое государство.
Правление в Сиене Совета Двенадцати и риформатори подробно описано местным хронистом, торговцем тканями из гильдии лигриттьери («старьёвщиков») Донато ди Нери, продолжившим труд местного хрониста Аньоло ди Тура.

### Экономическое развитие во второй половине XIV—XV веков
На протяжении второй половины XIV — XV века наблюдалось постепенное ухудшение экономического и финансового положения Сиенской республики. Неразвитость промышленного производства привела к усилению отставания Сиены от других промышленных центров Средней и Северной Италии. Определённый прогресс наблюдался лишь в шерстоткачестве, где существовали зачатки капиталистического производства и достаточно большая масса наёмных рабочих. Однако ориентация этой отрасли на экспорт в условиях роста конкуренции со стороны флорентийских, ломбардских, а позднее фламандских и английских мануфактур вела к нестабильности производства, периодическим кризисам и разорению шерстоткацких мастерских. Резко упали также объёмы торговли и финансовых операций Сиены. Сиенские банковские дома были почти полностью вытеснены флорентийскими и южнонемецкими с основных европейских финансовых рынков.
Ослабление центральной власти в условиях межпартийной борьбы вызвало усиление землевладельческой аристократии, никогда полностью не ассимилировавшейся сиенской коммуной. Другой причиной роста влияния аристократии и рефеодализации сельской территории республики стал начавшийся вывод капиталов из торгового и финансового сектора и их вложение в приобретение земельных участков. Сиенское контадо полностью вышло из-под контроля правительства республики и перешло под власть местных аристократических родов. Так, практически вся долина реки Орсио оказалась в руках рода Салимбени. Это сопровождалось разгулом бандитизма, к которому зачастую прибегали феодалы для пополнения своих средств. Разрыв хозяйственных связей между Сиеной и сельской округой приводил к перебоям в поставках продовольствия для столицы, особенно в период неурожаев. Значительный урон хозяйству республики нанесла эпидемия чумы («Чёрная смерть» 1348 год).
Падение производства и торговли привело к серьёзному финансовому кризису, который с конца XIV века стал хроническим. Государственный долг Сиенской республики достиг огромной величины. У Сиены не хватало средств не только на ведение самостоятельной внешней политики и возобновление экспансии в Тоскане, но и на подчинение собственной территории. Практика найма отрядов кондотьеров для защиты независимости республики, к которой в условиях падения военного значения городского ополчения стала активно прибегать Сиена с середины XIV века, не оправдывала себя с финансовой точки зрения. Невозможность оплатить услуги кондотьеров вела к тому, что наёмники начинали грабить территорию республики, усиливая разруху в сельской округе и способствуя углублению спада экономики страны.

### Внутренняя и внешняя политика в конце XIV — первой половине XV веков
После переворота 1385 года был реорганизован высший орган исполнительной власти Сиены. На смену Совету Пятнадцати пришла Синьория десяти приоров, которая возглавила управление республикой. Места в Синьории поделили представители трёх партий, составлявших коалиционное правительство: додичини и новески получили по четыре места, пополари — два. Было также установлено, что лица, занимавшие государственные должности в период правления риформатори не могли избираться в Синьорию.
Власть коалиции продолжалась достаточно долго, однако межпартийная борьба не прекратилась. В 1403 году вспыхнул мятеж додичини, поддержанный крупнейшим сиенским феодальным родом Салимбени и Флорентийской республикой. Восстание было жестоко подавлено и додичини были изгнаны из страны. Синьория утвердила закон об отстранении представителей этой партии от участия в управлении «навеки». Вместо них в правительственную коалицию были допущены риформатори. Вновь произошла реорганизация правительства: каждая из правящих партий получила по три места в Синьории, а десятым приором стал капитан народа, главнокомандующий войсками республики, избираемый по очереди от каждой партии. В конце 1450-х годов по давлением папы римского Пия II к участию в выборах были допущены также представители нобилитета и феодальной аристократии, однако уже в 1464 году они вновь были изгнаны из Сиены, за исключением некоторых семей (в частности, Пикколомини), которые получили статус пополанов.

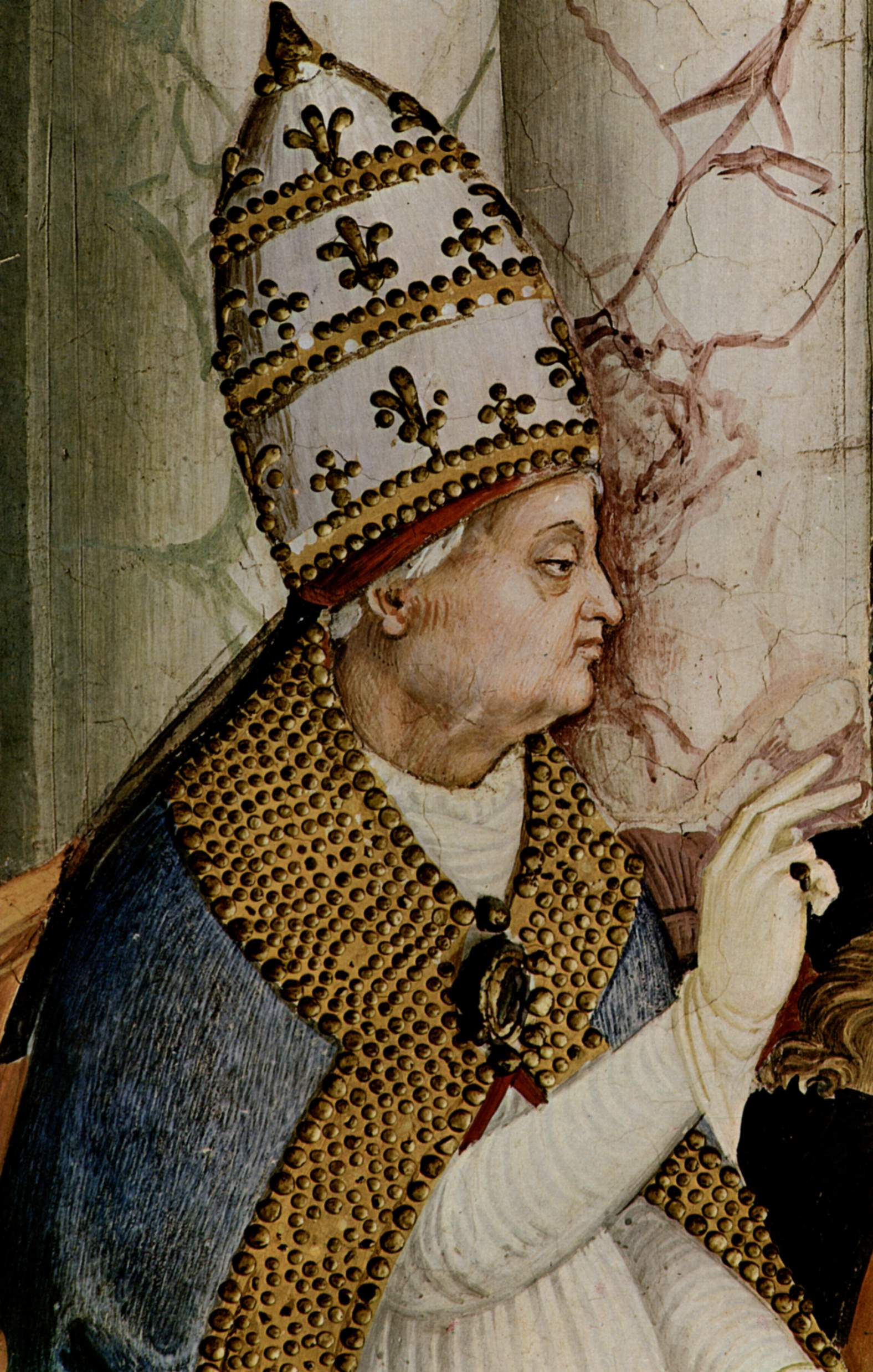
Папа Пий II. Фреска Пинтуриккио

В конце XIV века долгий период мира и сотрудничества с Флорентийской республикой подошёл к концу. В 1387 году Флоренция инспирировала восстание в Монтепульчано и захватила контроль над этим городом. Сиена была вынуждена разорвать договор о союзе с флорентийцами и перейти на сторону их противников. В 1389 году было заключено соглашение с Миланом, направленное против Флоренции. В результате Сиена стала главной опорой экспансии миланского герцога Джангалеаццо Висконти в Тоскане. Длительная война с флорентийцами за Монтепульчано, однако, успеха не принесла, и в 1399 году Сиена перешла под непосредственный суверенитет Милана.
Отказ республики от независимости был свидетельством неспособности Сиены на равных соперничать с крупными итальянскими государствами и симптомом оттеснения страны на вторые роли в политической системе Италии. Огромное государство, сформированное Джангалеаццо I в Северной и Средней Италии, однако, оказалось непрочным. После смерти герцога Сиенская республика в 1404 году объявила о своей независимости и изгнала миланских чиновников. C Флоренцией был вновь заключён мир.
В период Великой схизмы Сиенская республика выступила против папы римского Григория XII, что вызвало вторжение на её территорию войск неаполитанского короля Владислава, разоривших сиенское контадо. В 1431 году республика присоединилась к антифлорентийской лиге Лукки и Милана. Успешные действия кондотьеров, нанятых Сиеной, не позволили флорентийцам захватить Лукку. В это же время Сиена добилась своей поддержки от императора Сигизмунда, посетившего город на пути в Рим.
Хотя мир со Флоренцией, заключённый в 1433 году, не принёс территориальных приобретений республике, он на двадцать лет обеспечил безопасность границ Сиены. В 1452 году в городе состоялась встреча императора Фридриха III с его невестой Элеонорой Португальской.
Во второй половине 1450-х годов Сиена вела длительную борьбу с родом Орсини, укрепившимся на южных рубежах республики и пытавшихся захватить часть сиенской территории. В 1456 году был раскрыт заговор с целью установления в стране власти Альфонса Неаполитанского, а его участники казнены или изгнаны из Сиены.
Внешнеполитическое положение республики значительно укрепилось после избрания в 1458 году папой Пия II, происходившего из сиенской аристократической фамилии Пикколомини. В период его понтификата Сиена находилась под особым покровительством папы.

## Синьория Петруччи (конец XV — начало XVI веков)

### Политическое развитие

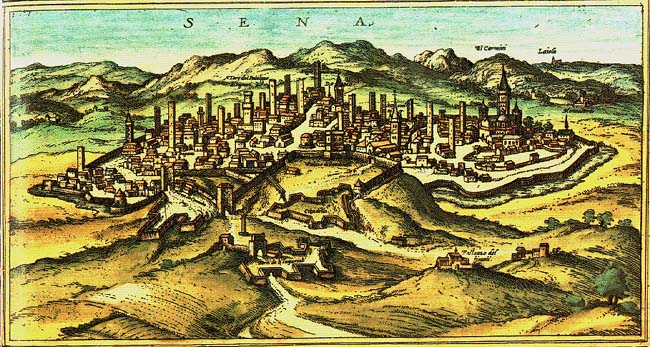
Карта Сиены из антверпенского «Атласа городов земного мира» (1572)

В 1478 году Сиена вступила в войну на стороне папы римского и Неаполитанского королевства против Флоренции. Сиенские войска вторглись на флорентийскую территорию и участвовали в битве при Поджо Империале, в которой Флоренция потерпела поражение. Однако после заключения мира в 1480 году резко обострились отношения с Неаполем. Альфонсо Калабрийский, наследник неаполитанского престола, попытался захватить власть в Сиене, опираясь на поддержку партии новески.
22 июня 1480 года в Сиене вспыхнуло восстание, в результате победы которого к власти пришли новески. В страну были возвращены нобили и сторонники установления в Сиене монархического правления. Однако решение короля Неаполя передать часть сиенских территорий Флоренции в 1482 году вызвало массовое возмущение против правительства. В результате серии кровавых столкновений на улицах Сиены в конце 1482 — начале 1483 года новески потерпели поражение и были изгнаны из республики. Власть перешла к ремесленным цехам и партиям пополари и риформатори.

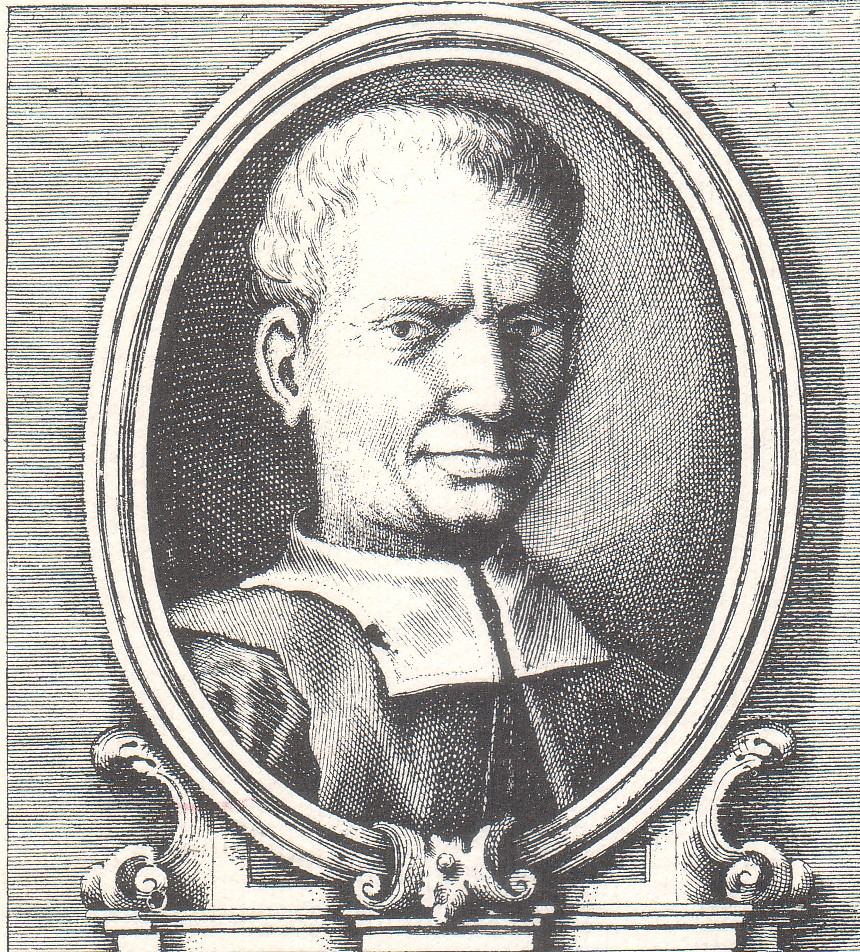
Пандольфо Петруччи

Но уже в 1487 году произошёл новый переворот. Отряды новески вступили в Сиену и захватили власть в городе. Капитан народа был убит. Правительство перешло под контроль торговой олигархии, во главе которой стоял Пандольфо Петруччи. В 1497 году Общий совет принял решение о передаче исключительных полномочий правительства республики в специальную балью, составленную из сторонников Петруччи. Хотя республиканская конституция осталась неизменной, реальная власть сконцентрировалась в руках Пандольфо Петруччи. Это означало установление в Сиене единоличного правления — синьории Петруччи.
После разгрома заговора Никколо Боргезе в 1500 году всевластие неформального «синьора республики» стало полным.
Хотя Пандольфо Петруччи не являлся официальным главой республики — он занимал должность капитана народа, командующего вооружённых сил — ему на протяжении около пятнадцати лет удавалось единолично управлять государством, опираясь на торговые круги, заинтересованные в установлении прочного правления. Посадив своих сторонников во все органы государственной власти, Пандольфо поставил республиканскую систему на службу собственным интересам. Временная правительственная балья стала фактически постоянным институтом. Оппозиция жестоко подавлялась, было казнено более 60 человек.
Однако установление прочной власти в Сиене способствовало стабилизации экономической ситуации и некоторому росту торговли, активно поощряемой синьором. Большое внимание стало уделяться культуре и искусству, покровителем которых стал Пандольфо Петруччи. Довольно удачной была и внешняя политика: Сиене удавалось поддерживать добрососедские отношения с Флоренцией, а в условиях начала Итальянских войн — лавировать между Францией, папой и императором. Главным соперником в Средней Италии для Пандольфо Петруччи стал Чезаре Борджиа, создающий собственное княжество в Романье и Умбрии. В 1503 году из-за опасности со стороны Чезаре, Пандольфо был вынужден покинуть Сиену. Однако с помощью французского короля Людовика XII спустя несколько месяцев власть Петруччи в Сиене была восстановлена.
После смерти Чезаре Борджиа Сиенская республика стала одним из сильнейших государств Италии и активно поддерживала Пизу в её противостоянии с Флоренцией. Лишь под давлением папы римского Юлия II Пандольфо Петруччи в 1512 году заключил мир со Флоренцией и вернул ей город Монтальчино.

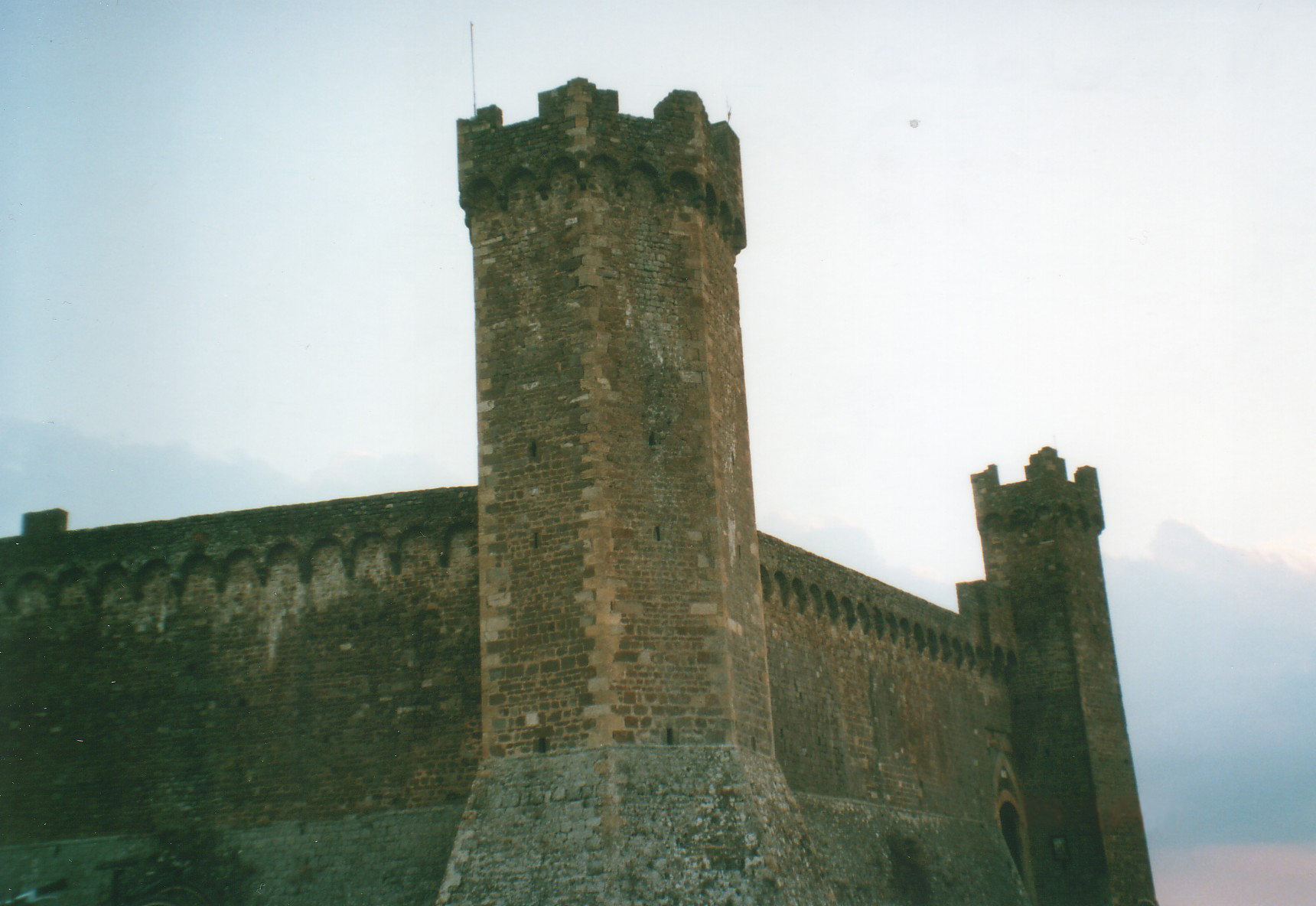
Замок Монтальчино

Однако Пандольфо Петруччи не удалось установить в Сиене прочную наследственную власть своей семьи, как Медичи во Флоренции. Сиенская политическая система, основанная на конкуренции сложившихся политических партий и устоявшемся республиканизме, не благоприятствовала складыванию синьориальной формы правления.
После неожиданной смерти Пандольфо в 1512 году во главе Сиены встал его сын Боргезе, который оказался полностью неспособным к руководству страной. В 1515 году он был смещён племянником Пандольфо кардиналом Рафаэло Петруччи, поддержанного папой Львом X.
Правление Рафаэло отличалось усилением тиранических элементов и новым наступлением на республиканские устои Сиены. После его смерти в 1522 году синьором Сиены стал Фабио Петруччи, младший сын Пандольфо. Однако уже спустя два года, в 1524 году, в стране вспыхнуло восстание. Фабио Петруччи и его сторонники были изгнаны, в Сиене было восстановлено республиканское правление.

### Экономическое развитие
Политическая стабилизация, установившаяся в период синьории Петруччи, и протекционистские мероприятия, направленные на поддержку торговли, на некоторое время задержали упадок экономики Сиенской республики, начавшийся ещё в XIV веке. Однако слабость внутреннего рынка Италии и хозяйственных связей между многочисленными государствами Апеннинского полуострова, а также ориентированность на экспорт шерстоткацкой промышленности Сиены при резком росте конкуренции со стороны нидерландских, английских и ломбардских производителей в долгосрочном плане вели к углублению экономических проблем Сиены. Более того, экономическое развитие самой Сиенской республики было крайне неравномерным: огромный для своего времени город Сиена (свыше 60 тысяч жителей) с развитым промышленным производством и торговлей доминировал в политическом и хозяйственном отношении над аграрной округой, в которой господствовали полуфеодальные методы землепользования, отсталая техника и тяжёлые формы эксплуатации крестьянства (испольщина). Зачатки капиталистических отношений не затронули сельское хозяйство Сиенской республики. Даже торговля — исторически главная отрасль экономики Сиены и локомотив её развития — стала клониться к упадку. Экспорт сукна и шерстяных изделий резко упал, а торговля предметами роскоши была рассчитана на узкий слой синьоров и монархов итальянских государств, чьё благосостояние вследствие Итальянских войн существенно пошатнулось. Перемещение торговых путей Европы в Атлантику после открытия Америки также неблагоприятно сказалось на сиенской торговле. Отсутствие морского порта у Сиены не позволял сколь-либо существенно увеличить торговые обороты республики.
Уже в период правления Пандольфо Петруччи процесс оттока капитала из сферы торговли в землевладение приобрёл широкий размах. Сам синьор, происходивший из торговой фамилии, активно занимался скупкой земель в контадо и формированием собственного домениального хозяйства. Его примеру последовали и другие представители правящей торговой олигархии. Поскольку в Сиенской республике феодальное землевладение никогда не было изжито полностью, а старая аристократия сохраняла свои позиции в сельской местности, новая знать стала быстро сливаться в социальном отношении со старыми феодальными родами, что вело к трансформации правящей элиты по пути ре-феодализации. Постепенно возрождались устаревшие социальные институты: право майората и вассально-ленные отношения. Это сопровождалось усилением эксплуатации крестьянского населения и процессом ограничения личной свободы мелкого земельного собственника, превращающегося в наследственного арендатора земли у своего сеньора.

## Искусство эпохи Возрождения в Сиене (вторая половина XIV — середина XVI веков)

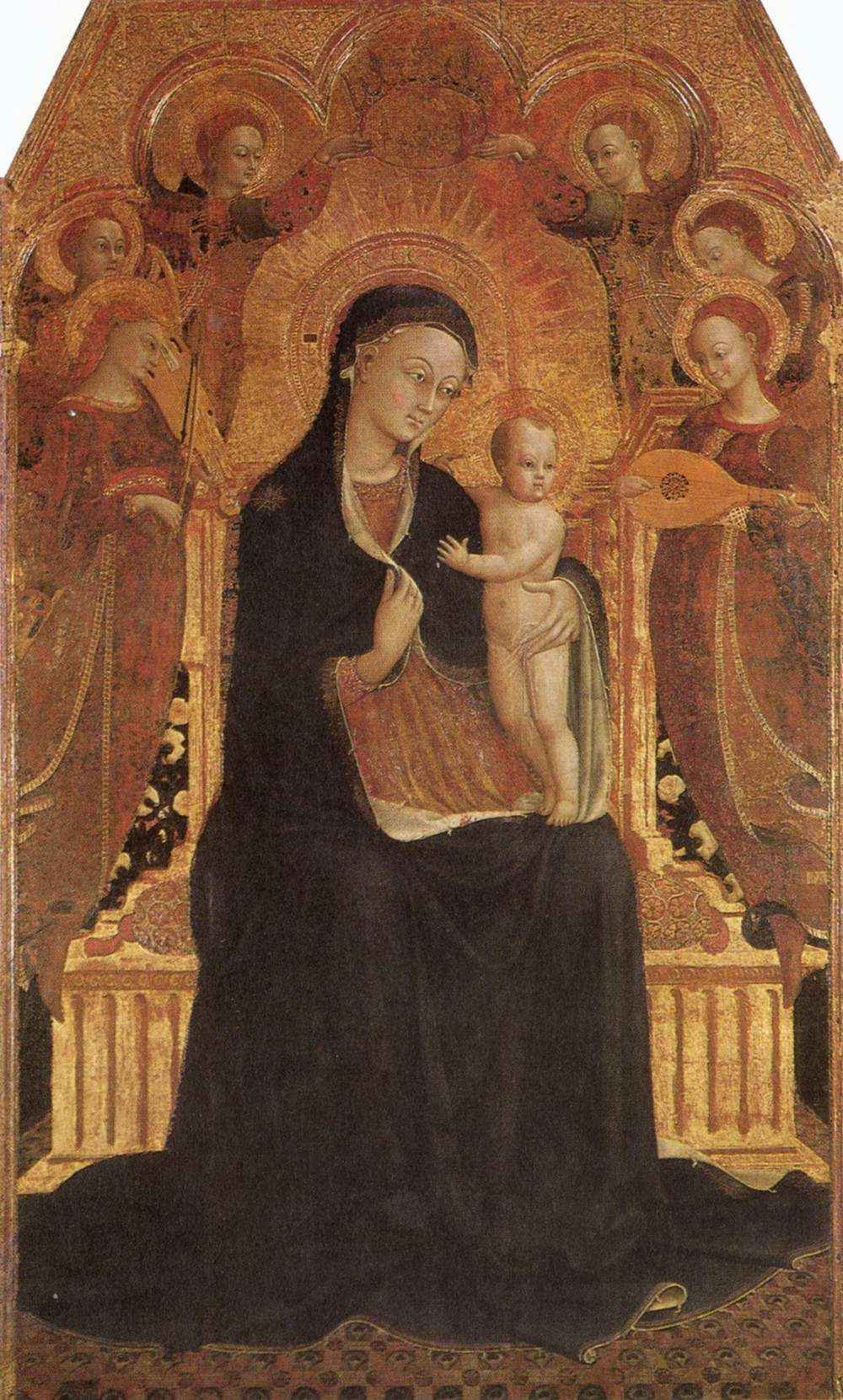
Мадонна с младенцем и ангелами. Сассетта, сер. XV в.

Во второй половине XIV — середине XV века в Сиене продолжилось развитие изобразительного искусства. Большое влияние оказала флорентийская школа живописи, благодаря которой в сиенское искусство проникли элементы реализма и гуманистическая направленность эпохи Раннего Возрождения. Однако, в отличие от Флоренции, в изобразительном искусстве Сиены этого периода продолжали господствовать лирические и мистические настроения, повышенное внимание уделялось декоративным элементам письма. Крупнейшими представителями сиенской школы живописи Раннего Возрождения стали Джованни ди Паоло, Сассетта, Веккьетта, Доменико ди Бартоло, Франческо ди Джорджо и Сано ди Пьетро. В области скульптурного искусства наиболее выдающимся сиенцем эпохи Раннего Возрождения был Якопо делла Кверча, автор фонтана на Пьяцца-дель-Кампо и предшественник Микеланджело. В Сиене также одно время работал великий флорентийский скульптор Донателло. Тем не менее, несмотря на развитие достижений Возрождения в скульптуре и архитектуре Сиенской республики, неблагоприятная экономическая и политическая ситуация препятствовала превращению Сиены в столь же крупный центр ренессансной архитектуры, каким в XV веке стала Флоренция. Это позволило городу сохранить свой позднесредневековый облик.

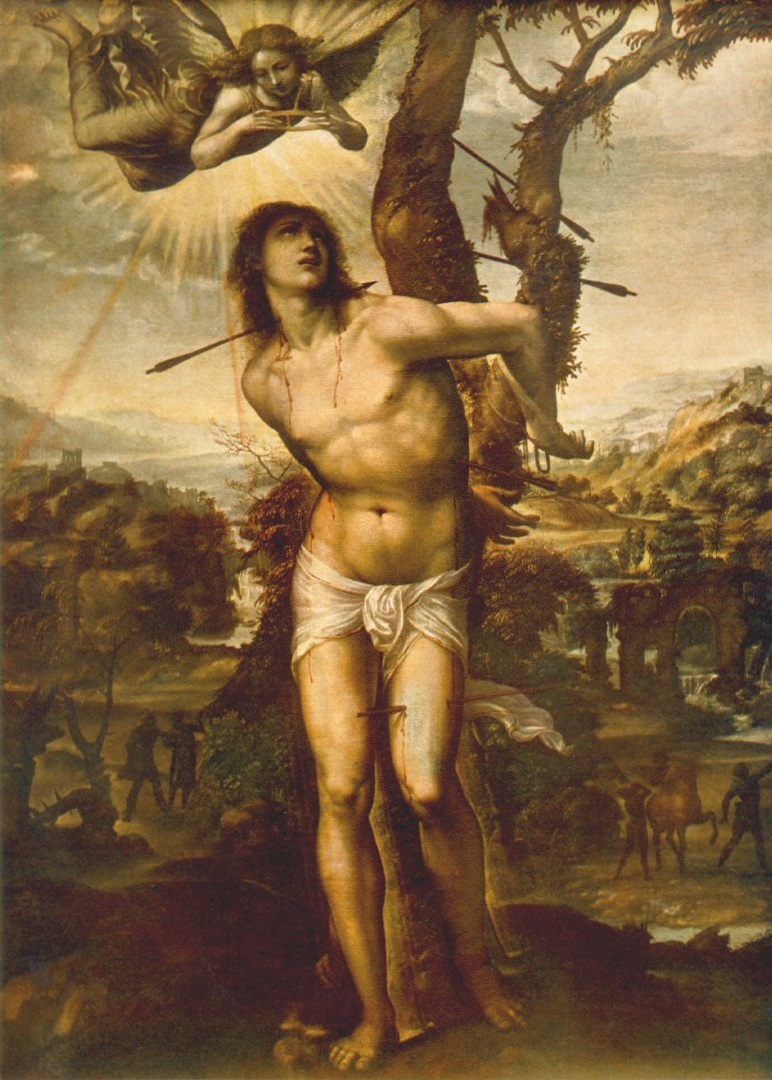
Святой Себастьян. Содома, 1525.

В период Высокого Возрождения Сиена была оттеснена на периферию итальянского искусства. Тем не менее в это время продолжалось развитие сиенской школы живописи и под влиянием маньеризма возникло оригинальное искусство Доменико Беккафуми. К представителям более универсальной школы относится Джованни Антонио Бацци, получивший прозвище «Содома», чьи росписи монастыря Монте-Оливето-Маджоре стали одними из первых образцов Высокого Возрождения в Сиене. Среди других художников этого времени, творивших в Сиене, особенно выделяется Пинтуриккио, который, хотя и не относился к представителям сиенской художественной школы, в конце жизни много времени провёл в Сиене, создав великолепные фрески и мозаичный пол Сиенского кафедрального собора. Большим почитателем искусства Возрождения был синьор Сиены Пандольфо Петруччи, пытавшийся воскресить в своём государстве традиции меценатства Лоренцо Великолепного. Многие другие богатые сиенцы также охотно покровительствовали художникам и поэтам, финансируя их творчество. Так, широкую известность приобрёл сиенский банкир Агостино Киджи, который, проживая в Риме, стал одним из основных заказчиков работ таких крупных итальянских художников, как Перуджино, Джулио Романо, Содома и Рафаэль.

## Испанский протекторат и падение республики (1524—1557)
Вместе со смещением Фабио Петруччи в 1524 году из Сиены были изгнаны и торговая олигархия партии новески. Это вызвало войну с папой Климентом VII и Флорентийской республикой. Папско-флорентийские войска вторглись на территорию Сиены. Однако для защиты страны объединились все противоборствующие политические группировки. Патриотический подъём позволил сиенскому ополчению в 1526 году одержать крупную победу в сражении при Порта-Камоллиа. В то же время новое правительство Сиенской республики (Совет Десяти), в которое вошли представители всех партий, кроме новески, обратилось за поддержкой к императору Карлу V. Император взял Сиену под своё покровительство, что обеспечило безопасность республики.
В 1527 году Рим был захвачен имперской армией, а во Флоренции были свергнуты Медичи. Однако покровительство императора означало усиление испанского влияния в Сиене. В городе был размещён испанский гарнизон, представители императора активно вмешивались в политическую борьбу в Сиене и оказывали прямое давление при выборах должностных лиц республики и формировании правительства. Недовольство испанской властью постепенно нарастало. В городе периодически вспыхивали выступления, жестоко подавляемые гарнизоном. Когда в 1550 году началось строительства испанцами в Сиене новой крепости, граждане города обратились к императору с петицией, подписанной более тысячью человек, в которой жители просили прекратить укрепление Сиены и уважать самостоятельность республики. Петиция была оставлена без ответа. В то же время оппозиция испанскому господству концентрировалась в Риме, где велись переговоры с Францией о совместных действиях против Испании. 26 июля 1552 года отряды оппозиции во главе с Энеем Пикколомини вступили в Сиену, вызвав массовое восстание в городе. Испанцы были захвачены врасплох и заперты в цитадели. 5 августа 1552 года по соглашению с Козимо I, герцогом Флоренции, испанский гарнизон был выведен из Сиены. Республика восстановила свою независимость.

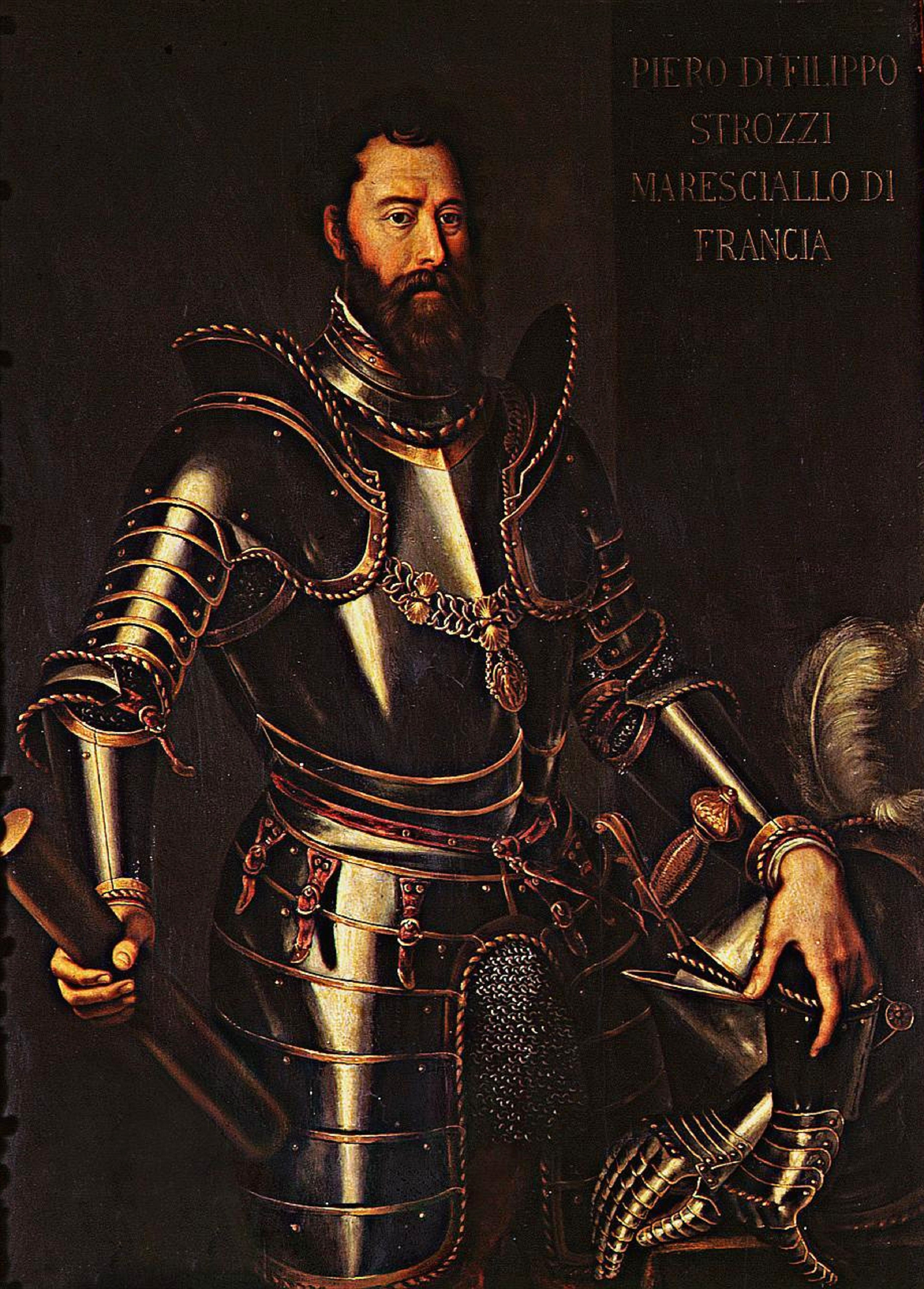
Пьеро Строцци

После освобождения из-под власти императора, Сиенская республика заключила союз с Францией и приняла небольшой французский отряд. Высшим органом государственной власти стало правительство (итал. reggimento) во главе с капитаном народа. Однако образование французского плацдарма в Средней Италии не отвечало интересам императора. Уже в 1553 году испанские войска попытались атаковать Сиену в Валь-ди-Кьяна. Хотя эта попытка провалилась, в следующем году крупная флорентийско-испанская армия во главе с маркизом ди Мариньяно вторглась на территорию республики и захватила форты у Порта-Камоллиа. Сиенские вооружённые силы возглавил Пьеро Строцци, маршал Франции. На протяжении лета 1554 года ему удавалось сдерживать наступление противника, однако 2 августа его армия была разбита в битве при Марчиано, а сам он попал в плен.
Разгром Строцци сделало положение Сиены безнадёжным: основные французские силы были далеко и не могли прийти на помощь городу. Сиена была осаждена испано-флорентийскими войсками. Героическая оборона, руководство которой осуществлял представитель Франции Блез де Монлюк, продолжалась восемь месяцев. В городе начался голод. 17 апреля 1555 года правительство республики пошло на переговоры с осаждающими. 21 апреля в Сиену вошла испанская армия. Многие республиканцы покинули город и перебрались в Монтальчино, где до 1559 года продолжали сопротивляться испанцам, поддерживая сиенскую государственную традицию.
Испанская оккупация 1555 года означала конец Сиенской республики. В 1557 году её территория была передана флорентийскому герцогу Козимо I и вошла в состав великого герцогства Тоскана (с 1569 года). Основные республиканские органы были сохранены, но лишились политической власти. Правительственная балья стала назначаться герцогом. Тем не менее на протяжении двух столетий в Сиене сохранялась определённая автономия в составе великого герцогства Тосканы, которая была упразднена только централизаторскими реформами Петра Леопольда в конце XVIII века.